# Braian Samudio
Braian Samudio (* 23. Dezember 1995 in Ciudad del Este; mit vollem Namen Braian José Samudio Segovia) ist ein paraguayischer Fußballspieler.

## Karriere
Braian Samudio begann seine Profikarriere 2010 bei União Agrícola Barbarense FC und wechselte 2016 zu Boa EC. 2017 zog er zu Guarani FC weiter und wurde in der Sommertransferperiode 2017 an den türkischen Zweitligisten Çaykur Rizespor ausgeliehen. Mit diesem Verein erreichte er zum Saisonende die Meisterschaft und damit den Aufstieg in die Süper Lig. Zu diesem Erfolg trug Samudio mit 20 Toren bei und wurde Torschützenkönig der TFF 1. Lig. Nach dieser Saison band ihn Rizespor samt Ablösesumme an sich.

## Erfolge
Çaykur Rizespor
- Meister der TFF 1. Lig und Aufstieg in die Süper Lig: 2017/18

## Auszeichnungen
- Torschützenkönig der TFF 1. Lig: 2017/18